# Anthony Castonzo
(en) Statistiques sur pro-football-reference
Anthony Salvatore Castonzo , né le 9 août 1988 à Des Plaines (Illinois), est un joueur américain de football américain qui évoluait au poste d'offensive tackle en National Football League (NFL). Il passe sa carrière entière de dix saisons avec les Colts d'Indianapolis.
Le 12 janvier 2021, il annonce prendre sa retraite de la NFL.